# Mickey Blue Eyes
Mickey Blue Eyes (alternativer Titel: Mickey Blue Eyes – Mafioso wider Willen) ist ein US-amerikanischer Spielfilm aus dem Jahr 1999 mit Hugh Grant, James Caan, Jeanne Tripplehorn, Burt Young und James Fox. Die Regie führte Kelly Makin, das Drehbuch schrieben Adam Scheinman und Robert Kuhn.

## Handlung
Michael Felgate (Hugh Grant) arbeitet in einem Auktionshaus in New York City. Seine Freundin Gina Vitale (Jeanne Tripplehorn) will die Beziehung abbrechen, als er um ihre Hand anhält. Nur zögernd verrät sie den Grund – ihr Vater Frank Vitale (James Caan) ist ein Mitglied der Mafia.
Gina willigt ein, die Beziehung aufrechtzuerhalten, allerdings nur unter der Bedingung, dass Michael keine Geschäfte mit der Mafia macht. Diese drängt bald auf kleine Gefälligkeiten, unter anderem sollen im Auktionshaus die Bilder verkauft werden, die der äußerst temperamentvolle Sohn des Mafiapaten, Johnny (John Ventimiglia), malt.
Aus Versehen wird Johnny von Gina erschossen, als dieser gerade dabei ist, Michael zu verprügeln. Michael beseitigt zusammen mit Ginas Vater Frank die Leiche. Diese wird schon am nächsten Tag gefunden. Johnnys Vater Vito (Burt Young) will Rache: Frank soll am Hochzeitstag Michael erschießen. Die beiden wenden sich an das FBI.
Am Hochzeitstag wird Gina vom Mafioso Vinnie D’Agostino (Joe Viterelli) erschossen. Die vorbereiteten FBI-Agenten stürmen den Raum und nehmen zahlreiche Mafiosi fest. Im Krankenwagen erwacht Gina – auch sie und Vinnie hatten einen Deal mit dem FBI, und die Erschießung war nur vorgetäuscht.

## Kritiken
- Besonders wurde die Darstellung von Hugh Grant gelobt, die TV Movie 23/1999 als überzeugend auf ganzer Linie bezeichnete.

- Lexikon des internationalen Films: Eine publikumswirksam und routiniert inszenierte Komödie ohne Ecken und Kanten, die unterhält, ohne in die Tiefe zu gehen.[1]
- Die Deutsche Film- und Medienbewertung FBW in Wiesbaden verlieh dem Film das Prädikat wertvoll.

## Trivia
Ein Teil des Wortwitzes in der englischsprachigen Originalversion basiert darauf, dass Hugh Grant/Michael Felgate mit seinem ausgeprägten britischen Akzent als angeblicher Mickey Blue Eyes lernen muss, mit dem US-amerikanischen Akzent aus Kansas City zu sprechen. In der synchronisierten deutschen Version wurde dies in veränderter Form übernommen.